# 프롤레타리아 정치혁명
무산계급 정치혁명(러시아어: Пролетарская политическая революция, 영어: Proletarian political revolution, 無産階級政治革命)은 프롤레타리아 독재 기간과 자본주의 국가 단위 체제 내에서 벌어지는 정치 투쟁에 관한 혁명 이론이다. 트로츠키는 프롤레타리아 혁명이 일어나면 낡은 생산 구조, 생산 관계가 사라지고, 새로운 사회주의적 생산 관계가 들어서는 동시에 정치 형태도 노동자들이 지배하는 프롤레타리아 독재 체제가 성립됨에 있어서 인민 대중의 역할이 무엇인 지에 대해 자신의 저서인 《배반당한 혁명》에 서술했다. 그것은 곧, 정치 권력의 불평등한 관계를 해소하는 것으로 되어있는데, 예로 들면, 트로츠키의 프롤레타리아 정치혁명론 입장에서 이오시프 스탈린 시대를 바라볼 때, 낡은 생산 관계는 어느정도 해소되어서 노동자가 지지하는 혁명적 정당이 사회를 지배하고 있으나, 미시적인 관점에서 각 노동자들을 비교해볼 때 그 정치 권력의 균일화(均一化)는 진행되지 않은, 즉, 노동자 국가는 맞지만 퇴보한 노동자 국가 체제라는 것이다. 즉, 공산주의 사회 건설 과정에서 나타나는 권력 집중화, 노동자 국가 내부의 정치 권력 불균일화를 막기 위한 대중 계층의 투쟁 방법, 사회주의 체제 내에서도 존재하는 대중 계층의 관료집단에 대한 투쟁이 그것으로 하여금 저절로 역사를 동태적으로 운용되게 한다는 것을 대중 계층의 정치혁명과정으로 정의한 것이다.

## 이론
| “ | 관료집단이 자기 무덤을 파기 위해 준비하고 있는 혁명은 1917년 10월 혁명과 같은 사회혁명은 아니다. 사회의 경제적 토대를 변화시키고 특정 소유형태를 다른 소유형태로 대체하는 혁명이 아니기 때문이다. 역사를 보면 봉건체제를 대체하여 부르주아체제를 등장시킨 사회혁명뿐만 아니라 사회의 경제적 토대를 파괴시키지 않은 채 구지배집단을 일소한 정치혁명도 있었다. 1830년과 1818년의 프랑스 혁명과 1917년 2월에 일어난 러시아 혁명 등은 이런 예에 속한다. 보나파르트 관료집단의 타도는 심대한 사회적 영향을 가져올 것이지만 그 자체로는 정치혁명의 테두리 내에 머물 것이다. | ” |

트로츠키는 노동자 국가(흔히, 프롤레타리아 독재 과정이라고 알려진 체제) 내부에서 관료주의와 개인숭배, 노동계급을 향한 독재를 막기 위해 노동계급이 적극적으로 관료집단의 정책에 대해 저항해야 한다고 보았다. 이런 의미에서 볼 때, 소련은 노동자 국가는 맞지만, 관료집단이 권력을 장악한, 이른바 '퇴보한 노동자 국가'이다.
때문에, 트로츠키주의자들은 1956년 헝가리 혁명, 톈안먼 사건 등, 관료집단에 저항하는 대중의 투쟁을 노동자 국가가 건전하게 돌아갈 수 있게 하는 원동력(原動力)으로 보고 그들을 지지했다.
《배반당한 혁명》에서는 프롤레타리아 독재가 노동자를 향한 독재가 되지 않기 위해서 노동계급 절대다수가 항상 관료집단에 반대하는 입장을 취하고, 특권 계층이 생겨나지 않도록 볼셰비키 최고 권력을 감시해야 한다고 봤다. 그리고 트로츠키는 이러한 행위는 공산주의로 이행하는 하나의 동태화(動態化)된 과정에 속한다고 봤다.

## 비판
스탈린주의자들은 트로츠키가 주장한 '프롤레타리아 정치혁명론'에 대해서, 인민 대중의 단결을 저해시켜서 공산주의 국가들을 자본주의 국가에게 팔아넘기려는 트로츠키주의자들의 기회주의적 설(說)이라고 비판한다. 스탈린주의자들은, 세계 제국주의, 자본주의 선진국이 사라지지 않는 한 프롤레타리아 독재를 해체하려는 어떠한 반동적 음모에 맞서야 하며, 그것은 오히려 트로츠키가 주장했던 '역사 발전의 동태화를 궁극적인 목표로 하는 프롤레타리아 체제 내부의 정치 투쟁'보다도 공산주의 이행기에 더 도움이 된다고 보았다. 때문에, 스탈린주의자들은 트로츠키의 정치혁명론을 자본주의 선진국이 주도하는 반동적 음모에 놀아나는 낭설(浪說)로밖에 보지 않았던 것이다.
하지만, 전체 노동자 국가에서 실행되었던 '특정 계층에 대한 특권 부여'와 잦은 반대파 탄압, 관료주의는 트로츠키주의자, 스탈린주의자를 막론하고 모든 공산주의자가 다시 생각을 해보아야 할 정책이라고 주장한다는 점에서 공통점을 가지고 있다.

## 관련 서적 및 출처
- 트로츠키 저, 《배반당한 혁명》
- 알란 저, 《혁명, 1781 - 1917》

## 같이 보기
- 1956년 헝가리 혁명